# 北崎拓
北崎 拓（きたざき たく、本名同じ、1966年〈昭和41年〉7月27日 - ）は、日本の漫画家。兵庫県芦屋市出身。男性。血液型はAB型。

## 人物
漫画家としてデビューする前は、「北崎ひろみ」「北崎拓美」のペンネームで、『月刊ホビージャパン』『模型情報』の読者投稿欄にイラストを投稿していた。

## 作品
※『』は掲載誌。
- 英雄行進曲：『少年ビッグコミック』1984年
- 空色み〜な：『少年ビッグコミック』1985年16号 - 1987年6号（最終号）
- バトルスコーピオンK：『模型情報』1986年8月号 - 12月号 ※「北崎拓美」名義
- ヒーロー志願：『ヤングサンデー』1987年1号（創刊号） - 1988年6号
- 獣闘紀バスティ：『サイバーコミックス』
- 望郷戦士（ティアフルソルジャー）：『週刊少年サンデー』1988年38号 - 1989年51号
- エンジェル・コップ：『月刊ニュータイプ』1989年6月号 - 9月号
- たとえばこんなラヴ・ソング：『週刊少年サンデー』1990年28号 - 1991年50号
- ふ・た・り：『週刊少年サンデー』1992年18号 - 1993年43号
- ますらお -秘本義経記-シリーズ
  - ますらお -秘本義経記-：『週刊少年サンデー』1994年14号 - 1996年3・4合併号
  - ますらお 秘本義経記 大姫哀想歌：『ヤングキングアワーズ』2014年2月号 - 2014年6月号
  - ますらお 秘本義経記 〜波弦、屋島〜：『ヤングキングアワーズ』2015年2月号 - 2022年1月号
- なぎさMe公認：『週刊少年サンデー』1996年16号 - 1999年34号
- タイムスキップ真央ちゃん：『小学五年生』2000年3月号 - 『小学六年生』2001年2・3月合併号
- なんてっ探偵♥アイドル（原案協力：井上敏樹）：『週刊ヤングサンデー』2000年28号 - 2004年34号
- クピドの悪戯シリーズ
  - 虹玉：『週刊ヤングサンデー』2004年42号 - 2006年18号
  - さくらんぼシンドローム：『週刊ヤングサンデー』2006年34号 - 2008年35号（休刊号）、『YSスペシャル』2008年1号 - 2009年5号
  - オレ×ヨメ：『ビッグコミックスピリッツ』2009年1号 - 2009年3号
  - 逆襲のオレ×ヨメ：『月刊!スピリッツ』2009年10月号 - 12月号
  - このSを、見よ! クピドの悪戯：『ビッグコミックスピリッツ』2009年42号 - 2013年20号
  - クピドの悪戯 惑いのレイコ：『月刊ヤングキングアワーズGH』2017年9月号 - 2019年2月号
  - 秘匿夫婦〜クピドの悪戯〜：『週刊漫画ゴラク』No.2788 - 連載中
- 天そぞろ（原作：あかほり悟、協力：堀口茉純）：『ビッグコミックスピリッツ』2015年24号 - 2016年37・38合併号
- 月に溺れるかぐや姫〜あなたのもとへ還る前に〜：『サンデーうぇぶり』（夜サンデー）2019年2月8日 - 2020年12月25日
- テレビアニメ『蒼き鋼のアルペジオ -アルス・ノヴァ-』（再放送版・第2話エンドカード）

## 関連人物
- 曽田正人：元アシスタント[2]
- 乃木坂太郎：元アシスタント[3]
- 加藤元浩：元アシスタント[4]
- 本名ワコウ：元アシスタント